# Tudig
Tudig est un village du Cameroun situé dans l’arrondissement (commune) de Mbengwi, dans le département de Momo et dans la Région du Nord-Ouest.

## Localisation
Le village de Tudig se situe à environ 292 km de distance de Yaoundé, la capitale du Cameroun. L’aéroport de Bamenda, le chef-lieu de la Région du Nord-Ouest se trouve à environ 20 km de Tudig.

## Population
Lors du recensement de 2005, on a dénombré 431 habitants à Tudig, dont 195 hommes et 236 femmes.
Une étude locale de 2011 a évalué la population à 1 234 personnes.

## Établissement scolaire
Entre autres, le GHS Tudig, une école secondaire publique du sous-système anglophone, dispense un enseignement général de 1er et 2e cycle.